# Ricky Valance
Ricky Valance (* 10. April 1936 als David Spencer in Ynysddu, Südwales; † 12. Juni 2020) war ein britischer Popsänger.

## Leben und Wirken
Der walisische Sänger David Spencer trat unter dem Namen Ricky Valance ab Ende der 1950er-Jahre vor allem in kleineren Clubs auf. Produziert wurde er von Norrie Paramor, und provokanterweise wurde er noch mit dem Künstlernamen „Ricky Valance“ ausgestattet, der an den eineinhalb Jahre zuvor zusammen mit Buddy Holly und dem Big Bopper tragisch verunglückten Ritchie Valens erinnern sollte. 
In den 1950ern und frühen 1960ern gab es eine Reihe von erfolgreichen Liedern, welche den Tod thematisierten. Weil es die britische Rundfunkanstalt BBC aus moralischen Gründen meist ablehnte, diese Lieder im Radio zu spielen, hatten US-Hits wie Leader of the Pack von den Shangri-Las und Teen Angel von Mark Dinning auf der Insel einen schweren Stand; andere wurden dort gar nicht erst veröffentlicht. Auch Ray Peterson mit seinem Song Tell Laura I Love Her, 1960 ein Top-10-Hit in den USA, ging in Großbritannien überhaupt nicht erst an den Start. In dem Lied geht es um einen verunglückten Rennfahrer, dessen letzte Worte sind: „Sagt Laura, dass ich sie liebe“. Geschrieben worden war es von Erfolgskomponist Jeff Barry, dessen erster großer Hit es war, und Ben Raleigh. Doch es war damals durchaus üblich, dass Lieder für andere Länder von anderen Interpreten neu aufgenommen und veröffentlicht wurden, und so wagte EMI, was Decca sich nicht getraut hatte. Schließlich wurde Ricky Valance für das Lied als Sänger ausgewählt.
Die Single wurde erwartungsgemäß von der BBC boykottiert, aber durch ihre Ausstrahlung auf dem englischen Dienst von Radio Luxemburg auf Mittel- und Langwelle wurde sie trotzdem so populär, dass sie im September 1960 bis auf Platz 1 in Großbritannien stieg. Er war damit der erste Waliser, dem als Solosänger ein Nummer-eins-Hit in den britischen Charts gelang. Doch nach 16 Wochen war die Chartgeschichte von Spencer-Valance in seiner Heimat bereits wieder zu Ende. Mit Movin’ Away hatte er zwar noch einen großen Hit in Skandinavien, Australien und Südafrika, aber weder damit noch mit einer seiner weiteren sieben Singles schaffte er es noch einmal in die UK-Charts. So kehrte er wieder in die Clubs zurück, wo seine Karriere begonnen hatte. Zuletzt veröffentlichte er 2017 zu gemeinnützigen Zwecken die Single Welcome Home.
Valance litt unter Demenz und starb am 12. Juni 2020 in einem Krankenhaus. Zuletzt lebte er mit seiner Frau in Skegness in der Grafschaft Lincolnshire.

## Diskografie

Ricky Valance – Tell Laura I Love Her

| Jahr | Titel B-Seite                                 | Höchstplatzierung, Gesamtwochen, AuszeichnungChartsChartplatzierungen (Jahr, Titel, B-Seite, Platzierungen, Wochen, Auszeichnungen, Anmerkungen) | Anmerkungen |
| Jahr | Titel B-Seite                                 | UK | Anmerkungen |
| ---- | --------------------------------------------- | --- | ----------- |
| 1960 | Tell Laura I Love Her Once Upon a Time        | UK1 (16 Wo.)UK |             |
| 1960 | Movin’ Away Lipstick On Your Lips             | — |             |
| 1961 | I Never Had a Chance It’s Not True            | — |             |
| 1961 | Only The Young Jimmy’s Girl                   | — |             |
| 1961 | Bobby I Want To Fall In Love                  | — |             |
| 1961 | Fisherboy Why Can’t We                        | — |             |
| 1962 | Try To Forget Her At Times Like These         | — |             |
| 1962 | Don’t Play No. 9 Till The Final Curtain Falls | — |             |
| 1965 | Six Boys A Face In The Crowd                  | — |             |
| 1978 | Walking In The Sunshine Hello Mary Lou        | — |             |
| 1988 | Daddy’s Little Girl Ticket To Dream           | — |             |